# Gabriel Olang
Gabriel Olang – kenijski piłkarz grający na pozycji obrońcy. W swojej karierze grał w reprezentacji Kenii.

## Kariera klubowa
W swojej karierze piłkarskiej Olang grał w klubach Volcano United i AFC Leopards.

## Kariera reprezentacyjna
W reprezentacji Kenii Olang zadebiutował w 1985 roku. W 1988 roku wystąpił w Pucharze Narodów Afryki 1988, w trzech grupowych meczach, z Nigerią (0:3), z Egiptem (0:3) i z Kamerunem (0:0). W kadrze narodowej grał do 1989 roku.